# Markt Taschendorf
Markt Taschendorf er en købstad (markt) i den mittelfrankiske Landkreis Neustadt an der Aisch-Bad Windsheim i den tyske delstat Bayern. Den er en del af Verwaltungsgemeinschaft Scheinfeld.

## Geografi
Kommunen ligger midt i Steigerwald.
Nabokommuner er (med uret, fra nord):Burghaslach, Vestenbergsgreuth, Münchsteinach, Baudenbach og Scheinfeld.

### Inddeling
Kommunen har ud over hovedbyen Taschendorf ti landsbyer : 
| - Birkach - Butzenmühle - Frankfurt - Hombeer - Klösmühle | - Lachheim - Lerchenhöchstadt - Obersteinbach - Obertaschendorf - Wilhelminenberg |